# Teatro Riera
El teatro Riera es un teatro ubicado en Villaviciosa, en el Principado de Asturias (España).

## Historia
El teatro comenzó su construcción en 1942 y fue inaugurado en 1945. La apertura del centro se llevó a cabo con la compañía de teatro José Alba, mientras que la primera película proyectada fue La tragedia de la Bounty, de 1935. El promotor del centro cultural fue Laureano Riera García, industrial de la zona. Cándido Cambiella fue uno de los artífices de la vida del teatro hasta su cierre en 2002. Volvió a ser reabierto en 2008 por parte del ayuntamiento (quien adquirió sólo una parte del inmueble), que llevó a cabo una restauración.

## Descripción
El teatro Riera significó un proyecto muy ambicioso, pues su monumentalidad y capacidad contrastaban con el volumen de población de la localidad, la cual, no obstante, crecía como centro comercial gracias a su proximidad a Gijón y la fábrica de sidra de champán El Gaitero. 
El autor del proyecto fue el arquitecto Fernando Cabanilles Batalla, natural de la zona. La fachada principal se abre a una céntrica plaza. Cabanillas jugó con la arquitectura regionalista y el historicismo. El proyecto era además innovador por combinar cine, teatro, viviendas y oficinas. La fachada destaca por el juego de volúmenes, balcones, alerones voladizos, arcos y otros elementos decorativos. En el interior, las 270 localidades se distribuyen en patio y palco general. El escenario se abre al público con un decorado arco proscenio. Parte de su decoración original se perdió en la restauración para su reapertura.